# Борис Антоненко-Давидович
Борис Антоненко-Давидович (на украински: Бори́с Антоне́нко-Давидо́вич, с истинско име Давидов) е украински писател и преводач, член на литературната организация Ланка-МАРС, изследовател на украинските култура и език. Жертва на Сталиновия терор, осъден на смърт след изфабрикувано дело, впоследствие присъдата е заменена с 10 години в лагер ГУЛАГ. Лауреат на националната награда „Тарас Шевченко“.

## Биография
Антоненко-Давидович е роден на 4 август (23 юли стар стил) 1899 г. в Засуля (днес част от Ромни), Полтавска губерния, Руска империя в семейство на железопътен работник. Прекарва детството си в Русия. Баща му почива, когато Борис е 15-годишен.
Завършва гимназия в Ахтирка през 1917 г. и учи във физико-математическия факултет на Харкивския университет и историко-филологичния факултет на Киевския университет, който не завършва поради промени в социалната система и влошаващото се финансово състояние в страната. Участва в Украино-съветската война от 1917-1921 година в Запорожкия корпус през 1918 г. и в управлението на армията през 1919 г. През 1918 г. заема поста комендат на Мелитопол, а през 1920-те е оглавява просветата в Ахтирския регион.
Член на Украинската комунистическа партия, секретар на Киевския областен комитет. След разпадането ѝ не е член на никоя партия. Работи в културния отдел на вестник „Пролетарска правда“ (Пролетарська правда), по-късно е главен секретар на списание „Глобус“ (Глобус). Взема участие в Литературните дискусии през 1925-28 година.

## Първи творчески период
Антоненко-Давидович започва да пише през гимназиалните си години. Първите му публикации са от 1923 г. – разказът „Последните двама“ (Останні два) и драмата „Рицари на абсурда“ (Лицарі абсурду).
Творчеството на Антоненко-Давидович е разделено на два периода – от 1923 до 1933 г. и от 1957 до 1984. През първия период публикува 14 книги, есета, ревюта и бележки. Основните творби от този период са „Прашни силуети“ (1925, Запорошені силуети), „Тук-тук“ (1926, Тук-тук), повестта „Синя метличина“ (1927, Синя волошка), „Смърт“ (1928, Смерть), „Истински мъж“ (1929, Справжній чоловік), „Печат“ (1930, Печатка), „Украинската земя“ (1930, Землею українською). Не завършва романите си „Родината-майка Сич“ (Січ-мати) и „Дълг“ (Борг)

## Репресии
Арестите през 1933 г. и самоубийствата на Микола Хвильвий и Микола Скрипник принуждават Антоненко-Давидович да заживее в Казахстан, където работи в Държавното издателство върху антологията на казахската литература в украинския език и украинската литература в казахския. Работата не е завършена.
На 5 януари 1935 г. Антоненко-Давидович е арестуван и осъден на смърт вследствие на изфабрикувано дело. Причината за репресиите срещу него е отказът му да участва в уеднаквяването на украинския език с руския език и поставянето на руски думи в речниците на украинския език. Съветските спецслужби го разработват като „инакомислещ“. Смъртното наказание е заменено с 10 години лишаване от свобода.
Изтърпява наказанието си в Сиблаг, Бамлаг, а по време на Втората световна война първоначално е във временния затвор Букачлаг, но е изпратен в мината в Букачачинския лагер. Работи като багерист и миньор, което разваля здравето му. Прехвърлянето му на по-лека работа – счетоводител, а по-късно санитар и фелдшер запазва живота му. След изтърпяване на присъдата се връща в Украйна през 1946 г., но е арестуван отново и пратен в затвора без съдебен процес. По-късно е осъден на доживотно изгнание в село Малоросейка (Малоросєйка) в Красноярския край.

## Втори творчески период
През 1957 г. Антоненко-Давидович се завръща в Киев. Реабилитиран е и е възстановен в Съюза на писателите. Работи като редактор в списание. Издава сборник с доклади „Збруч“ (1959, Збруч; Збруч е река в Украйна) и „И за мен в семейство волно, голямо и ново“ (1960, В сім'ї вольній, новій). През 1961 г. в поредица от списание е издаден романът „Зад екрана“ (За ширмою). Освен тези работи в този период Антоненко-Давидович пише и „Златната лодка“ (Золотий кораблик), „Образ“ (Образа), „Така се показва“ (Так воно показує), „Майчина дума“ (Слово матері) и „Избрани произведения“ (1967, Вибрані твори).
Издава лингвистични и литературни творби: сборник от статии „За какво и как“ (1962, Про що і як), „В литературата и литературния кръг“ (1964, В літературі ѝ коло літератури), литературно критични и теоретични есета „Отблизо и отдалеч“ (1969, Здалека ѝ зблизька), разсъждения върху културата на украинския език „Как говорим“ (1970, Як ми говоримо), мемоари и спомени.
През 1966 г. е публикуван руският роман „Господин Халявски“ от Григорий Федорович Квитка-Основяненко в превод на Антоненко-Давидович.
В периода 1960-1970 г. установява връзка с дисидентски кръгове. Във връзка с отказа да свидетелства в процеса срещу Валентин Якович Мороз му е отнета възможността да публикува книги и по този начин е лишен от възможност да работи.
Сред неиздадените в СССР творби са „Сибирски разкази“ (Сибірські новели), „Изкушение“ (Спокуса), „Буря“ (Гроза), „Така се оказва“ (Так воно показує), „Чистка“ (Чистка). Същевременно в чужбина (Австралия, България, Канада, Полша, САЩ) творбите на Антоненко-Давидович биват активно рецензирани издавани и преиздавани. „Как говорим“ е високо оценена в руското списание „Литературни въпроси“ (Вопросы литературы) и в списанието на Полската академия на науките Slavia orientalis (1972). Станислав Рихлицкий превежда на полски романа „Зад завесата“ (1974, Za parawanem), който е издаден и в Австралия на английски.
Антоненко-Давидович умира на 8 май 1984 в Киев, Украинска ССР.

## Характеристика на творчеството
Първият етап от творчеството на Антоненко-Давидович е лирически („Синя метличина“), комедиен („Просветители“, Просвітяни) и драматичен („Пирожки, пирожки“, Пиріжки, пиріжки). По-късните творби от първия период са в неореалистичен стил („Тук-тук“, „Печат“). Сборникът „Локомотив ч. 273“ (Паротяг ч.273) е написан под политически и икономически натиск. Сред творбите от периода след рехабилитацията са детската история „Както започна“ (Як воно починалося), творбита в класически реалистичен стил „Зад завесата“, „Образ“, „Изкушение“, „Завишени оценки“ както и документалните „Сибирски разкази“.
Стилът на Антоненко-Давидович е ясен и точен.

## Семейство
- Първа съпруга – Вира Баглий (Віра Баглій), лекарка, репресирана

- син Лев (Лев), умира в Киев по време на Втората световна война от сепсис

- Втора съпруга – Наталя Карпенко (Наталя Карпенко, ?–1967), актриса

- дъщеря Ярина Голуб (Ярина Голуб, руски филолог

- Трета съпруга – Ганна Антонивна Шемердяк (Ганна Антонівна Шемердяк, 1927–1982), репресирана, с дъщеря Ярина Тимошенко

- Син Евген (?–1986?)

## Памет
Борис Антоненко-Давидович е герой в романа на Докия Гуменна „Децата на Млечния път“ (Діти Чумацького Шляху) под името Головач (Головач).
Погребан е в гробището „Лисовому“ (Лісовому) в Киев.
Улица в Лвив носи името Антоненко-Давидович.

## Творби
- „Пътуването ми до Кавказ“ (Моя поездка на Кавказ, 1916)
- „Последните двама“ (Останні два, 1923)
- „Синя метличина“ (Синя волошка, 1927)
- „Смърт“ (Смерть, 1928)
- „Печат“ (Печатка, 1930)
- „Локомотив ч. 273“ (Паротяг ч.273, 1933)
- „Зад завесата“ (За ширмою)
- „Конен милиционер“ (Кінний міліціонер)
- „За себе си“ (Про самого себе, автобиография)
- „Майчина дума“ (Слово матері)
- „Кой е Иисус Христос?“ (Хто такий Ісус Христос?)
- „Чистка“ (Чистка)
- „Летящите крила на Артем“ (Крила Артема Летючого)
- „Рицари на абсурда“ (Лицарі абсурду)
- „Прашни силуети“ (Запорошені силуети)
- „Завишени оценки“ (Завищені оцінки)
- „Родината-майка Сич“ (Січ-Мати, роман), незавършен, публикуван през 1998

### Лингвистични трудове
- „Как говорим“ (Як ми говоримо, 1970)
- части от книгата „За какво и как“ (Про що і як, 1962)
- сборник „В литературата и литературния кръг (В літературі ѝ коло літератури, 1964)